# Giovanni Battista Mele
Giovanni Battista Mele auch: Juan Bautista Mele (* 1701 oder 1693/94 in Neapel; † nach 1752 ebenda) war ein italienischer Komponist neapolitanischer Schule des Spätbarock.

## Leben
Bezüglich seines Alters hat sich Mele im September 1750 geäußert, dass er 56 Jahre alt sei, deshalb wurde sein Geburtsjahr auf 1693 oder 1694 angesetzt. Neuere Quellen geben als Geburtsjahr 1701 an. Am 25. November 1710 trat Giovanni Battista Mele ins „Conservatorio dei Poveri di Gesù Cristo“ ein, er studierte bei Gaetano Greco und ab dem 12. Lebensjahr bei Leonardo Vinci.
Ab 1735 wirkte Giovanni Battista Mele in Madrid, wo er neben Francesco Corradini (um 1690–1769) und Francesco Corselli Bühnenwerke im italienischen Stil für die für lokalen Theater schuf. Seine erste Arbeit für Madrid war Por amor y por lealtad recobrar la majestad, eine spanische Übersetzung und Anpassung des Demetrio von Pietro Metastasio, aufgeführt am Teatro de la Cruz. Mele wirkte auch am Hof des spanischen Königs Philipp V., für den er 1744 zwei italienische Serenaten (Huldigungsopern) schuf. Seine Werke zeigen eine Nähe zum Stil des Francesco Feo und dem des jüngeren spanischen Komponisten Domènech Terradellas, aber auch bemerkenswerte individuelle Merkmale.
Im Jahre 1752 bat Mele den König um die Erlaubnis, nach Neapel zurückkehren zu dürfen, möglicherweise weil er trotz des Erfolgs seiner Oper Armida für die Spielzeiten 1751 und 1752 keine weiteren Opernaufträge erhielt; diese gingen an Nicola Conforto und Niccolò Jommelli. Meles Bitte wurde stattgegeben und ihm eine Abfindung von 400 Doblones gewährt.

## Werke (Auswahl)
Opern und Serenaten
- Por amor y por lealtad recobrar la majestad (Opera seria, D. V. de Camacho, basierend auf Demetrio von Pietro Metastasio, 1736, Madrid)
- Amor constancia y mujer (Opera seria, basierend auf Siface von Pietro Metastasio, 1737, Madrid)
- La clemencia de Tito (3. Akt) (Opera seria, Libretto von de Luzán y Suelves, nach Pietro Metastasio, 1747, Madrid; in Zusammenarbeit mit Francesco Corselli (1. Akt) und Francesco Corradini (2. Akt))
- Angélica y Medoro (Festa teatrale, Libretto Pietro Metastasio, nach Ludovico Ariosto, 1747, Madrid)
- El polifemo (3. Akt) (Opera seria, Libretto di Rolli, 1748, Madrid; in Zusammenarbeit mit Francesco Corselli (1. Akt) und Francesco Corradini (2. Akt))
- El vellón de oro conquistado (Opera seria, Libretto nach Giovanni Pico della Mirandola, 1748, Madrid)
- Endimion y Diana (Azione teatrale, basierend auf Endimione von Pietro Metastasio)
- El Artajeres (Dramma per musica, basierend auf Artaserse von Pietro Metastasio; Pasticcio mit Musik verschiedener Komponisten, die Rezitative und einige Arien stammen von Mele; 1749, Madrid)[3]
- Armida placata (Opera seria, Libretto von G. A. Migliavacca, 1750, Madrid)
- Arianna in Teseo (bisher verschollen)
- Il mago per amore (bisher verschollen)